# Oncocephalus nubilus
Oncocephalus nubilus är en insektsart som beskrevs av Van Duzee 1914. Oncocephalus nubilus ingår i släktet Oncocephalus och familjen rovskinnbaggar. Inga underarter finns listade i Catalogue of Life.